# Manabalss.lv
ManaBalss.lv — латвийский сайт, предоставляющий возможность электронного сбора подписей граждан Латвийской Республики с целью подачи инициатив по изменению законодательства в Сейм.
Личность избирателя можно подтвердить на сайте ManaBalss.lv, используя зарегистрированный в Латвии интернет-банк, международную платежную карту или eID. Инициативы могут быть предложены и подписаны любым гражданином Латвии, достигшим 16-летнего возраста. Инициативы, подписанные не менее чем 10 000 граждан и отвечающие юридическим критериям, подаются в Сейм. Инициативы с меньшим количеством подписей, не имеющих конкретной формы, можно также подать в одно из самоуправлений Латвии.

## История
29 июня 2015 года создатели сайта объявили о запуске русскоязычной версии сайта с целью интеграции русскоязычных жителей Латвии в процессы гражданского участия. В сентябре 2016 года в сотрудничестве с Европейской латышской ассоциацией была проведена акция «Пусть ManaBalss звучит вдали!», в результате которой латвийцы, живущие за рубежом, получили возможность подписаться на сайте своими банковскими платежными картами.

## Статистика
По данным самоотчета, в 2019 году 3 инициативы были поддержаны Сеймом и включены в законодательство.13 инициатив были поданы в Сейм. Было рассмотрено 190 инициатив, из них 56 инициатив были опубликованы для общественного голосования. 257 064 голоса в 2019 году было отдано за инициативы на платформе ManaBalss. 43 825 новых пользователей платформы, проголосовавших за инициативы. 285 784 - общее число пользователей, проголосовавших за инициативы с 2011 года, что составляет более 15 % всего населения Латвии. Количество посетителей платформы, которые просто читают предложения и новости, гораздо выше. 1 416 446 — количество голосов, отданных за инициативы с 2011 года по 20 января 2020 года. С 2011 года количество уникальных доноров составляет более 59 000. Наиболее популярные суммы микропожертвований варьируются от 0,50 до 5 евро.